# Jiří Jindra
Jiří Jindra (7. června 1938 Praha – 16. listopadu 2020 Praha) byl český chemik a historik, zabývající se elektrochemií (elektrochemické zdroje elektrického proudu) a také českými moderními a soudobými dějinami, především dějinami přírodních věd v českých zemích.

## Studium, vědecká a profesní kariéra
Jiří Jindra se narodil 7. června 1938 v Praze. Po absolvování Akademického gymnázia v Praze (1953–1956) nastoupil v roce 1956 na Přírodovědeckou fakultu Univerzity Karlovy. Fakultu dokončil jako promovaný pedagog a promovaný chemik. Po ukončení vysokoškolského studia, působil jako vědecký aspirant (1961–1964) na Polarografickém ústavu Jaroslava Heyrovského ČSAV. V roce 1965 se stal kandidátem věd (CSc.) a následně v roce 1966 získal doktorský titul RNDr. na Přírodovědecké fakultě UK. Na Polarografickém ústavu Jaroslava Heyrovského ČSAV a později v Ústavu fyzikální chemie a elektrochemie Jaroslava Heyrovského ČSAV působil nejprve jako vědecký pracovník (1965–1973), poté jako samostatný vědecká pracovník, a nakonec jako vedoucí oddělení (1991–1993). V dubnu 1993 přechází do Ústavu pro soudobé dějiny AV ČR jako odborný pracovník, posléze vědecký pracovník a tajemník ústavu (1993–2001). V letech 2002–2005 působil ve funkci zástupce ředitele pro provoz. Zároveň působil jako vědecký pracovník ve Výzkumném centru pro dějiny vědy, později v Kabinetu dějin vědy Ústavu pro soudobé dějiny AV ČR. Jiří Jindra byl řešitelem dvou výzkumných grantových projektů: Dějiny české elektrochemie (Grantová agentura ČR, řešení 2006–2008); Vědecká korespondence Jaroslava Heyrovského (Grantová agentura AV ČR, řešení 2009–2011). Jiří Jindra působil jako tajemník české části Smíšené česko-rumunské komise historiků, člen Historického klubu,  České společnosti chemické, Společnosti pro dějiny věd a techniky, Sdružení Ackermann-Gemeinde, Společnosti pro vědy a umění, Společnosti bratří Čapků, Ignaz Lieben Gesellschaft, Klubu Za starou Prahu, Humboldt Klubu, nebo České křesťanská  akademie.

## Ocenění
- Společná cena ČSAV a Bulharské akademie věd – 1986 (člen autorského kolektivu)
- Společná cena ČSAV a Akademie věd NDR – 1984 (člen autorského kolektivu)
- Čestné uznání – vzorný pracovník Ústavu fyzikální chemie a elektrochemie Jaroslava Heyrovského ČSAV - 1988
- Čestné znání za aktivní činnost v ÚOS Chemické zdroje elektrické energie při Československé vědeckotechnické společnosti - 1988
- Čestné uznání Americké chemické společnosti za 25 let abstraktorské činnosti - 1989
- Cena AV ČR za vědecký výsledek "Čeští vědci v exilu 1948-1989" - 2013 (člen autorského kolektivu)
- Emeritní pracovník Ústavu pro soudobé dějiny AV ČR v.v.i. - duben 2018.

## Vybraná díla
- JINDRA, Jiří (ed.): Jaroslav Heyrovský a Spojené státy americké. Výběr z korespondence z let 1928-1967. Praha: Ústav pro soudobé dějiny AV ČR, 2014. 178 s. ISBN 978-80-7285-171-3. Elektronická verze k dispozici na http://www.usd.cas.cz/wp-content/uploads/Heyrovsky_USA.pdf (citováno 24. 6. 2018).
- JINDRA, Jiří: Dějiny elektrochemie v českých zemích 1882-1989. 1. vyd. Praha : Libri : Ústav pro soudobé dějiny, 2009. 227 s. ISBN 978-80-7277-400-5
- TŮMA, Oldřich – JINDRA, Jiří (eds.): Československo a Rumunsko v rámci versailleského systému. = Czechoslovakia and Romania in the Versailles System. Praha : Ústav pro soudobé dějiny AV ČR, 2006. 182 s. [sborník ze stejnojmenné konference, Praha 2.-3. 10. 2003] ISBN 80-7285-065-2
- JINDRA, Jiří: The Sovietization of natural sciences in Czechoslovakia (1945-1960). In: Sovietisation in Romania and Czechoslovakia. History, Analogies, Consequences / Bucureşti : Polirom, 2003 s. 44-56.